# Paolo Malco
Paolo Malco (* 10. April 1947 in La Spezia) ist ein italienischer Schauspieler.

## Biografie
Sein Filmdebüt gab Malco 1973 in Gianni Buffardis Number One. Schnell folgten Hauptrollen als Latin Lover und Objekt sexueller Begierden: 1974 als Esteban in Die sündigen Nonnen von St. Valentin und als viriler Halbbruder Juan Borgia in Die Sünden der Lucrezia Borgia. In künstlerisch anspruchsvolleren Filmen spielte Malco prägnante Nebenrollen, so als Caligari in Damiano Damianis Ich habe Angst. Im Zuge der Horrorfilm-Welle im italienischen Kino der ausgehenden 1970er Jahre fand Malco Rollen in Die Stimme des Todes (1977) und in Lucio Fulcis Das Haus an der Friedhofsmauer (1980) und Der New York Ripper (1982). 1980 spielte Paolo Malco die Hauptrolle des Schriftstellers Leopold von Sacher-Masoch in Masoch* 1. Von 1979 bis 1982 spielte er zudem am Theater den Cyrano de Bergerac unter der Regie von Daniele D’Anza. Später wurde Paolo Malco ein vielbeschäftigter Darsteller in Fernsehserien.

## Filmographie (Auswahl)
- 1973: Number One
- 1974: Die heißen Nächte der Lucrezia Borgia (Lucrezia giovane)
- 1974: Die sündigen Nonnen von St. Valentin (Le scomunicate di San Valentino)
- 1977: Die Stimme des Todes (Il gatto dagli occhi di giada)
- 1977: Ich habe Angst (Io ho paura)
- 1980: Masoch
- 1981: Das Haus an der Friedhofsmauer (Quella villa accanto al cimitero)
- 1982: Assassinio al cimitero etrusco
- 1982: Der New York Ripper (Lo squartatore di New York)
- 1983: Thunder
- 1983: The Riffs II – Flucht aus der Bronx (Fuga dal Bronx)
- 1983: Tuareg (Tuareg - Il guerriero del deserto)
- 1985: Der Assisi-Untergrund (Assisi Underground)
- 1986: Midnight Killer (Morirai a mezzanotte)
- 1989: Ghosthouse II – Das Ungeheuer lebt (La casa dell'orco)
- 1993: Mord in der Toskana (Delitti privati) (Fernseh-Miniserie)
- 1998–2005: Incantesimo (Fernseh-Serie)
- 2007: Barbara Wood – Sturmjahre (Fernseh-Film)
- 2015: Solo per amore (Fernseh-Serie)